# Mangkai Lama
Mangkai Lama is een plaats in het bestuurlijke gebied Batu Bara in de provincie Noord-Sumatra, Indonesië en telt 3071 inwoners (volkstelling 2010).